# Roddino
Roddino (piemontesisch Rodin) ist eine Gemeinde in der italienischen Provinz Cuneo (CN), Region Piemont. 

## Lage und Einwohner
Roddino liegt knapp 60 km nordöstlich von der Provinzhauptstadt Cuneo auf einer Höhe von 610 m über dem Meeresspiegel in der Weinregion Langhe. Das Gemeindegebiet umfasst eine Fläche von 10,59 km² und hat 411 Einwohner (Stand 31. Dezember 2023). Zur Gemeinde zählen auch die Fraktionen (Frazioni) Corini, Costepomo, Lopiano, Masserie, Noè, Pozzetti, San Lorenzo, Santa Margherita und Santa Maria. Der Hügel, auf dem die Gemeinde steht, bietet ein sehr weites Panorama auf die Langhe und den fernen Alpenkreis.
Die Nachbargemeinden sind Cerreto Langhe, Cissone, Dogliani, Monforte d’Alba, Serralunga d’Alba, Serravalle Langhe und Sinio.

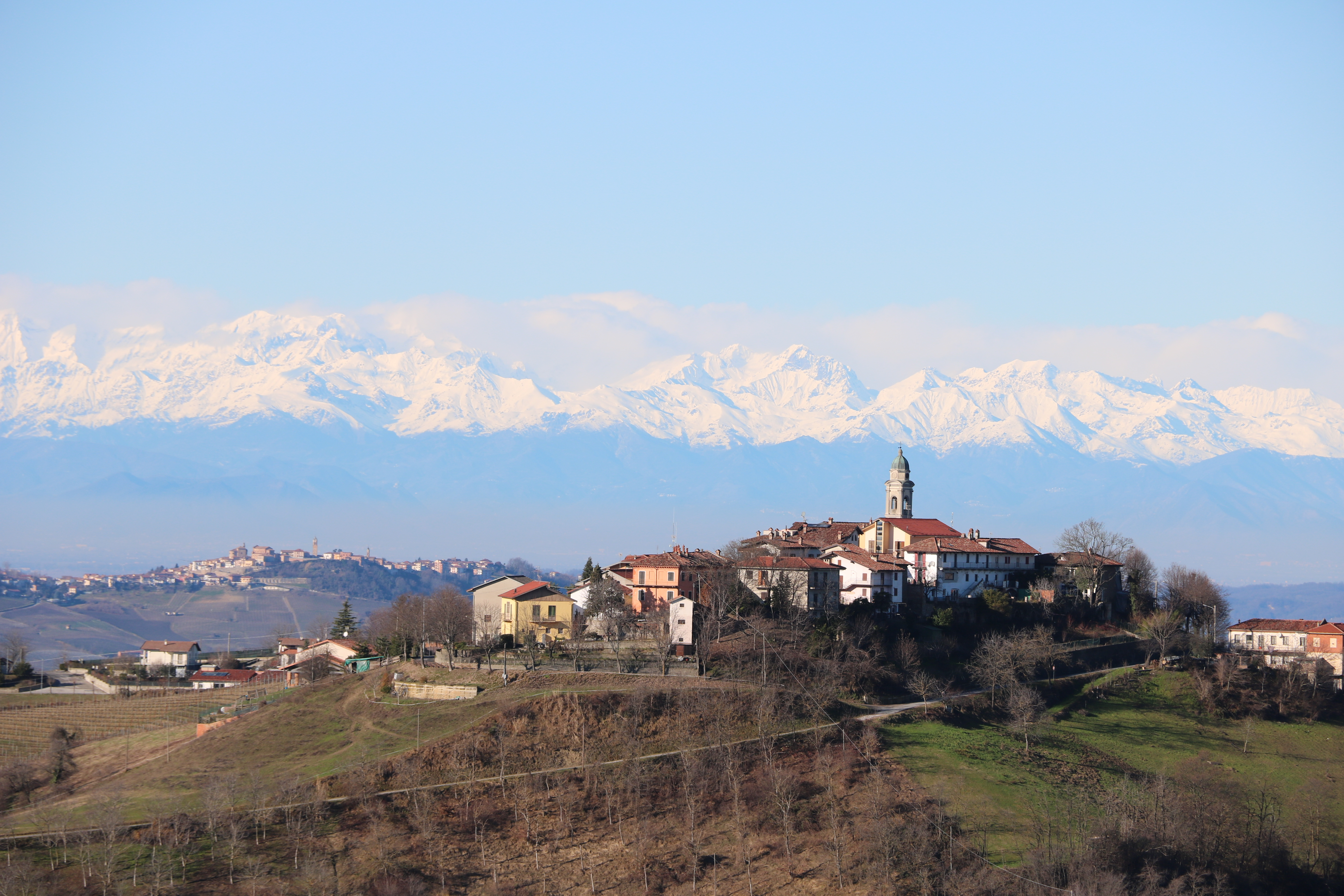
Panorama von Roddino mit der Alpenkette

## Geschichte

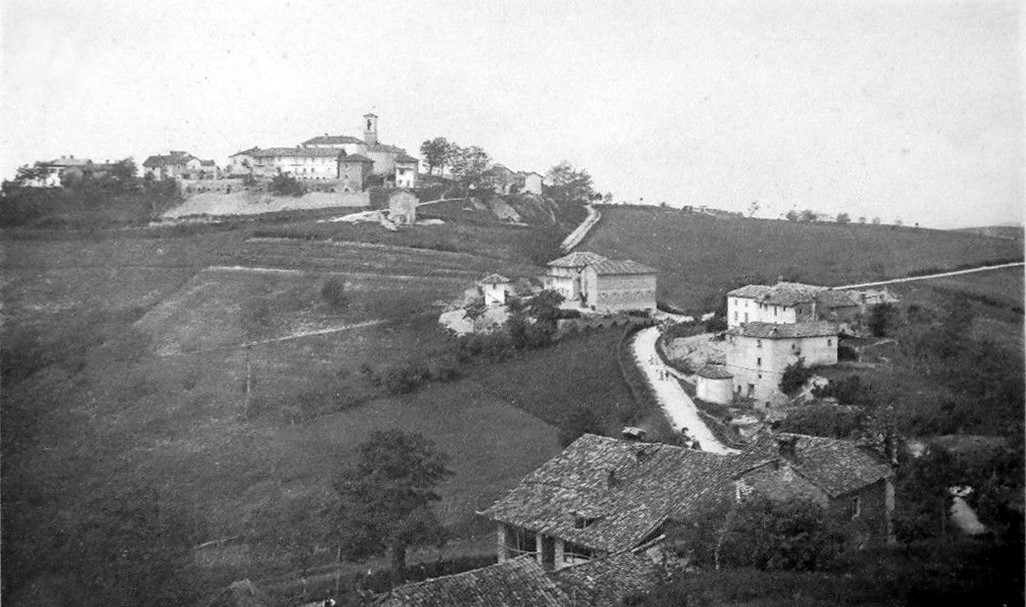
Roddino im frühen 20. Jahrhundert

Der Ortsname erscheint in antiken Dokumenten mit „Rodinus“, was von einigen Gelehrten als Ableitung des germanischen Personennamens „Roto“ oder „Ruodo“ angesehen wird. Es gibt nur wenige historische Informationen über die frühen Ereignisse des Dorfes. Sicher ist, dass es bis 1588 den Markgrafen von Saluzzo gehörte, als Herzog Carlo Emanuele I. es in Besitz nahm und es dann Michele Antonio Saluzzo della Manta als Lehen übertrug. Diese Gemeinde besaß es bis 1740 und besaß dort auch ein Schloss, von dem jedoch keine Spur mehr vorhanden ist. 
Es gibt auch wenige historisch-architektonische Zeugnisse von besonderem Wert. Erwähnenswert ist jedoch die Pfarrkirche Santa Margherita aus dem Jahr 1420, die 1928 restauriert und erweitert wurde und an deren Fassade ein merkwürdiger Glockenturm angebracht wurde. Im Inneren befinden sich ein wertvolles Baptisterium und ein wunderschönes Bildnis des Heiligen. Diesem Heiligen ist auch eine Landkapelle mit einer schönen romanischen Apsis aus dem Jahr 1120 gewidmet, die zu einem kleinen Benediktinerkloster gehörte, von dem noch einige Ruinen zu sehen sind.

## Weinbau
Roddino ist ein wichtiges Weinbau- und Weinbauzentrum mit etwa 100 Hektar Rebfläche.  Die Roddino-Böden weisen sowohl kalkhaltige und daher magere Eigenschaften als auch tonigere und schlammigere Eigenschaften auf und sind daher wasserreicher. Es werden Reben für den Dolcetto d’Alba, einen Rotwein mit DOC Status angebaut. In Teilen der Gemeinde werden Reben für den Dolcetto di Dogliani angebaut. Die Beeren der Rebsorten Spätburgunder und/oder Chardonnay dürfen zum Schaumwein Alta Langa verarbeitet werden.
Die Gegend um Roddino ist außerdem reich an schwarzen und weißen Trüffeln. Als Hommage an dieses Produkt wird jeden Sommer das Fest der schwarzen Trüffel von Roddino gefeiert.